# Hunt seat
Hunt Seat är en relativt ny tävlingsgren inom ridsporten, oftast i klasser som förekommer på tävlingar inom Westernridning. Sporten går ut på att man rider speciella program i klassisk utrustning istället för tunga utsmyckade westernsadlar och rörelser och hjälper ska knappt synas. Hunt Seat finns i olika grenar som bedöms olika, bland annat en med hoppning på tid.

## Historia
Ridstilen kommer från USA och Kanada under kolonialtiden av rika plantageägare som importerade fullblod till sina gårdar och som samtidigt tog upp den europeiska ridstilen som användes vid jaktridning i bland annat England. Även att rida klassiskt i olika unika gångarter och i damsadel blev populärt.
Namnet Hunt seat equitation kommer från jaktridningen, så kallad Hunt Seat. Då det förekommer mycket hoppning i naturen användes sadlar som var kortare skurna, som dagens hoppsadlar. Equitation stod för att ha bra hand med hästar och att kunna få hästen att lyda med små medel.

## Tävlingsgrenarna
Hunt Seat Equitation är en bedömningssport likt dressyr där man bedömer ryttarens förmåga att kommunicera med hästen utan att ge alltför tydliga tecken. Alla ryttare rider ett speciellt mönster på en bana där man bedöms i skritt, trav och galopp. Ryttaren får poäng för de olika momenten som ska utföras i harmoni med hästen utan att hjälperna syns och ryttarens sätt att rida bedöms. En korrekt sits är viktig. Tävlingsklassen är endast öppen för ungdomar och amatörer. 
Det viktigaste i sporten är enkelheten. Sadlar och träns ska vara i enkla modeller, vojlocken ska vara vit och man rider i klassiska tävlingskläder med mörk kavaj, stilrena byxor och svarta eller bruna stövlar och hjälm. Ett ekipage kan bli diskvalificerat för att de använder en otillåten färg på utrustningen.
Mönstret rids individuellt av ryttarna där deras ridstil bedöms och sedan även med de andra deltagarna. Domarna kan även be ryttarna att rida utan stigbyglar för att se att man verkligen sitter i balans. Ett mönster kan vara sammansatt som ett dressyrprogram och innefatta halt, backa, volter i trav och galopp och även att hoppa över låga hinder. Domarna kan även stanna ryttaren och ställa frågor, till exempel varför man ska sitta i korrekt sits, om utrustning eller hästkunskap. 
Det finns tre klasser inom Hunt Seat-grenen. Show Hunter är med lite hoppning och häst och ryttare bedöms efter rörelser, hoppstil och även hästens utseende och temperament. 
Show Jumper är en klass där enbart hoppstil bedöms hos hästen och ryttaren. Equitation handlar enbart om ryttarens förmåga att handskas med hästen. Förutom dessa tre finns ännu fler klasser utan hoppning och även utan ridning, där man istället  visar hästen för hand. Det finns även speciella klasser för unghästar och ponnyer.

## Regler
- Sadel och träns ska vara i enkla modeller och i brunt eller svart läder. Vojlocken ska vara vit med en plastficka för nummerlappen. Tidigare fick man ha nummerlappen på ryggen men detta är inte längre tillåtet.
- Inga hjälpmedel är tillåtna, som till exempel martingal eller ridspö. Inte ens benskydd på hästen är tillåtna.
- Hjälm och stövlar ska vara svarta eller bruna och får inte avvika för mycket. Byxorna får vara beige, bruna eller grå och absolut inte svarta, vita eller i skrikiga färger. Kavajen ska även den vara enkel och svart, grå, mörkgrön eller brun. Under kavajen ska man ha en ridblus med hög, stärkt krage i en färg som matchar resten av utrustningen, helst vit.